# ルイ・フェルディナント・フォン・プロイセン (1907-1994)
ルイ・フェルディナント・フォン・プロイセン（ドイツ語: Louis Ferdinand von Preußen, 1907年11月9日 - 1994年9月25日）は、プロイセン及びドイツの王族、軍人。ヴィルヘルム2世の孫の一人。息子のルイ・フェルディナントと区別するため「大ルイ・フェルディナント」あるいは「ルイ・フェルディナント1世」とも呼ばれる。

## 生涯

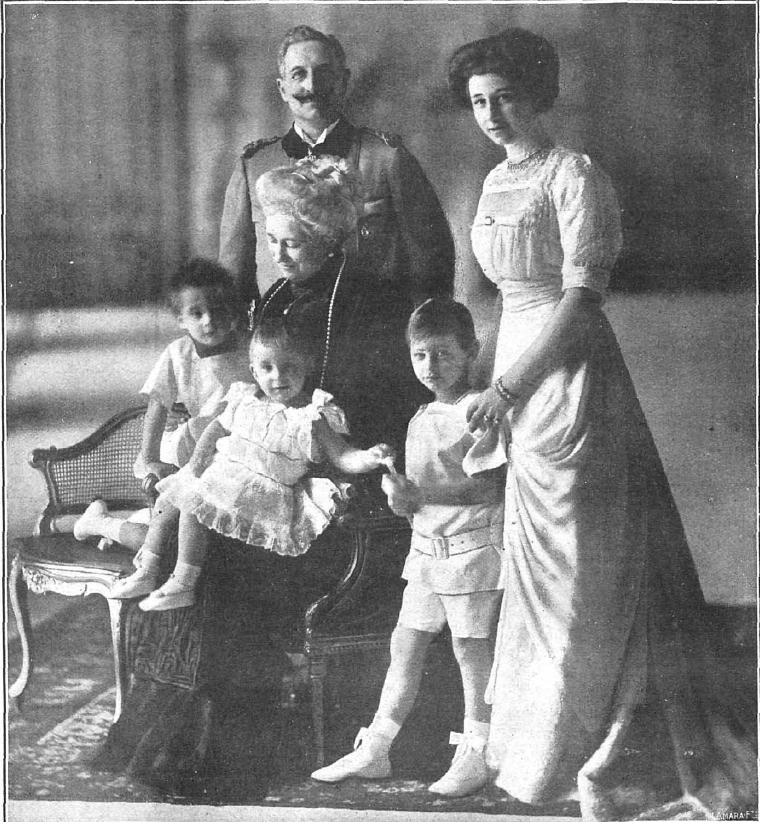
祖父ヴィルヘルム2世夫妻とルイ・フェルディナント兄弟（1911年）

1907年11月9日、ドイツ皇太子ヴィルヘルムの次男としてポツダムの大理石宮殿で生まれる。母はメクレンブルク＝シュヴェリーン大公女ツェツィーリエ。11歳の時の1918年の第一次世界大戦敗戦により、ドイツ帝国は崩壊した。
第二次世界大戦中は、兄のヴィルヘルムが1940年にフランス戦線で戦死したため、アドルフ・ヒトラーがホーエンツォレルン家の兵役を禁じたこともあり、妻キーラと共に東プロイセンにある王家の土地で生活をしていた。1944年7月20日に起きたヒトラー暗殺未遂事件では、反ヒトラー派の人々（君主主義者が多かった）と面識・交流があったことから、事件直後にゲシュタポから尋問を受けているが、逮捕・起訴されることは無かった。
1951年の父ヴィルヘルム死去に際して、プロイセン王家の家長の座についた。
1994年に死去したときは三男で法定推定相続人だったルイ・フェルディナントが事故死していたため、その長男で、ルイ・フェルディナント1世から見て孫のゲオルク・フリードリヒが継いだ。

## 子女
夫人のキーラ（ロシア大公キリルの次女）の間に4男3女を儲けた。
- フリードリヒ・ヴィルヘルム（ドイツ語版）（1939年 - 2015年）  - 貴賤結婚により継承権を放棄した。
- ミヒャエル（英語版）（1940年 - 2014年 ） - 貴賤結婚により継承権を放棄した。
- マリー・セシール（英語版）（1942年 - ）
- キーラ（英語版）（1943年 - 2004年）
- ルイ・フェルディナント（1944年 - 1977年）
- クリスティアン・ジギスムント（英語版）（1946年 - ） - 1994年から2013年まで、プロイセン王家の推定相続人。

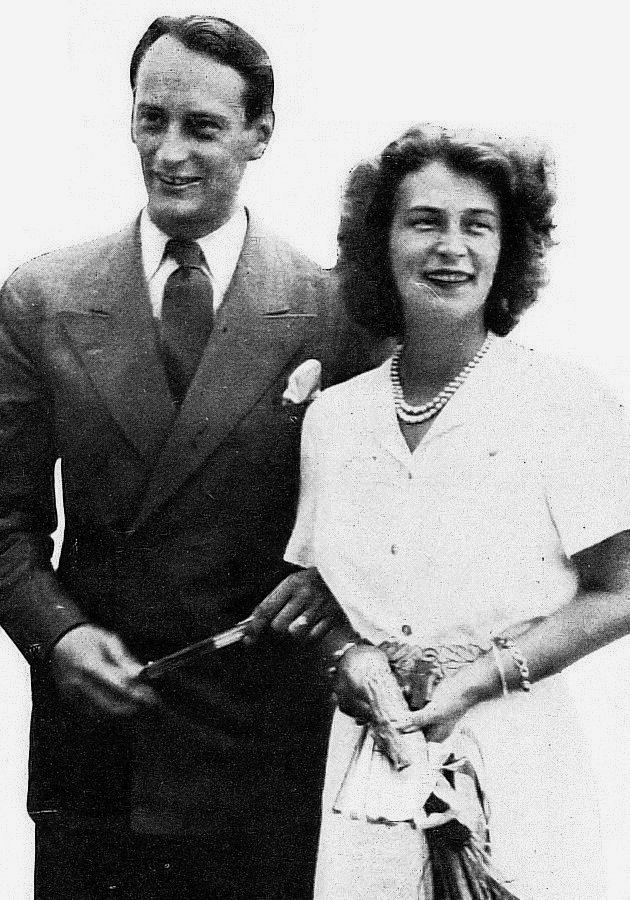
ルイ・フェルディナント夫妻の日本訪問（1938年9月）

- クセニア（1949年 - 1992年）